# 音樂道路

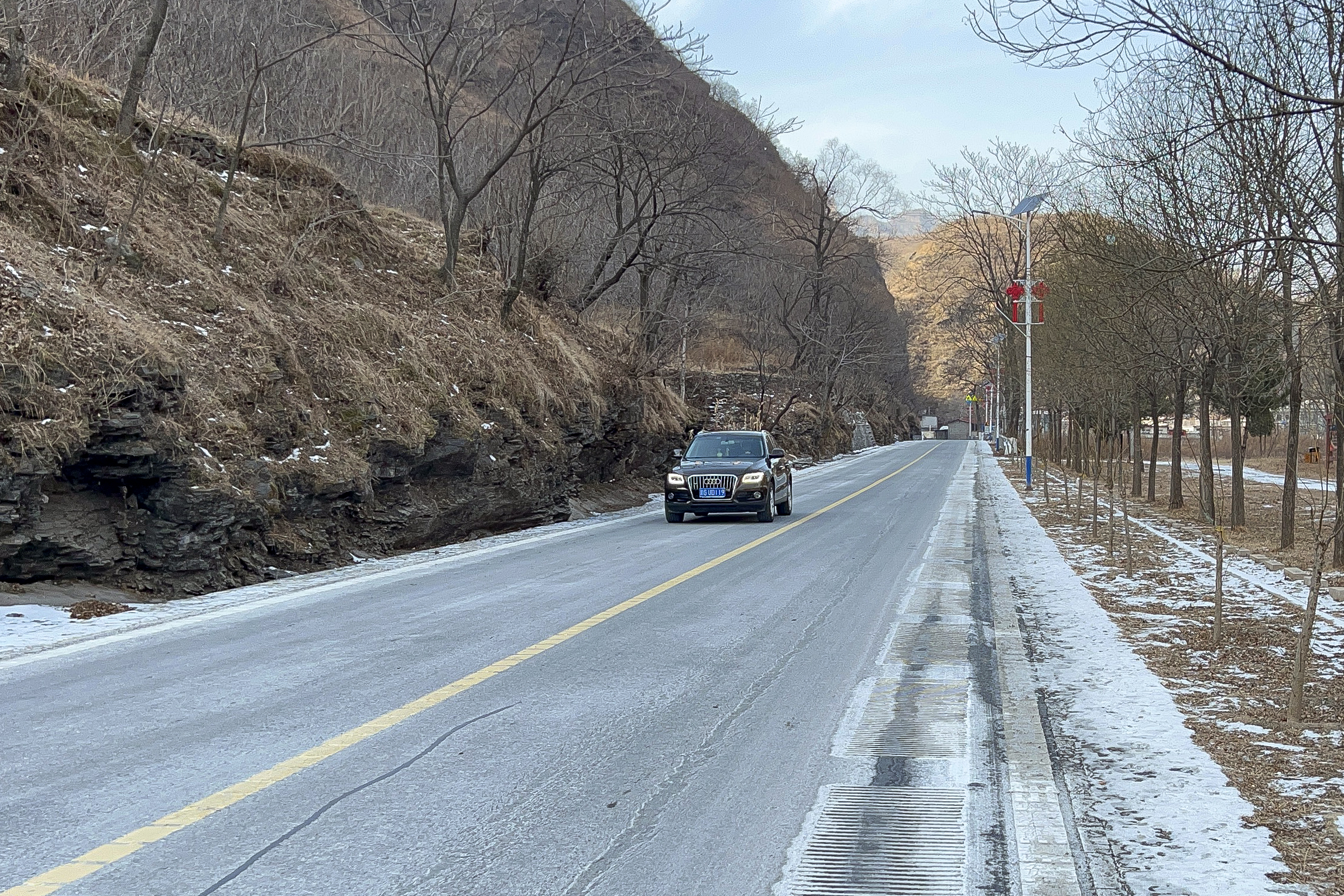
中国北京市房山区霞云岭乡的一段108国道被设计成可播放《没有共产党就没有新中国》的音乐公路

音樂道路是利用汽車輪胎行進時與地面摩擦發出的聲音來產生特定樂曲的道路。
最早的音樂道路是1995年10月由丹麥藝術家所設計，稱為Asphaltophone，藉由在路面上設置一連串凸起的小點，讓車輛駛過時產生震動並發出特定頻率的聲音。
後來日本的篠田興業公司利用在路面橫向挖出不同深度和間距的溝槽來產生不同頻率的聲音，經過連續的安排設計後，當車輛以時速60公里通過時，輪胎的震動可以產生一首完整的樂曲。篠田興業在2004年首先在北海道標津町道川北北7線進行實際到路的測試，並在2005年將此技術申請專利，2011年獲准通過，同時也在日本註冊使用（Melody Road）的商標。

## 優點
音樂道路由於需要在特定時速下才可以產生效果，因此具有控制車速的效果，同時也可以避免駕駛打瞌睡，而若樂曲與地方特色結合，還可以成為當地觀光特色。

## 缺點
但由於此種道路會發出較大聲音，因此不適合設置在有住家的地方，在日本2012年曾經在群馬縣長野原町的北輕井澤地區的國道146號設置過音樂道路，但因週邊居民抗議，最後在2013年撤除此設計。